# Marc Copland
Marc Copland, geboren als Marc Cohen (Philadelphia (Pennsylvania), 27 mei 1948), is een Amerikaanse jazzpianist en -componist. Copland maakte begin jaren 1960 deel uit van het jazzcircuit in Philadelphia als saxofonist en verhuisde later naar New York, waar hij experimenteerde met elektrische altsaxofoon. In het begin van de jaren 1970, terwijl hij zijn eigen harmonische concept nastreefde, raakte hij ontevreden over wat hij voelde als inherente beperkingen van de saxofoon en verhuisde hij naar de regio Baltimore-Washington D.C., waar hij een decennium bleef om zich om te omscholen tot jazzpianist. Halverwege de jaren 1980 keerde hij terug naar New York.

## Biografie
Copland begon met pianolessen op 7-jarige leeftijd, maar stopte abrupt toen hij tien jaar oud was, toen zijn openbare school de mogelijkheid bood om saxofoon te volgen. Copland begon zijn carrière op altsax en werd onderdeel van een levendig muziekcircuit in zijn geboorteplaats in de vroege jaren 1960, waar hij leerde en speelde met Michael Brecker, een goede vriend en mede-middelbare scholier. In 1965 studeerde hij kort harmonie bij Romeo Cascarino in Philadelphia, begon ook een opleiding compositie bij Meyer Kupferman en studeerde saxofoon bij Joseph Allard, beide in New York.
In 1966 verhuisde Copland naar New York, waar hij studeerde aan de Columbia University. Daar speelde hij in een band met Armen Donelian en Sam Morrison. Hij maakte deel uit van het late jaren 1960 en vroege jaren 1970 jazzcircuit in New York, dat zich uitbreidde van de traditionele clubs tot lofts in de stad. Tijdens deze periode was Copland, samen met John Abercrombie en Glen Moore, lid van het Chico Hamilton Quartet. Hij experimenteerde door elektronische processors aan zijn alt toe te voegen, met als hoogtepunt de opname van Friends, een elektrisch jazzalbum geproduceerd door het kleine start-uplabel Oblivion Records in New York. Dit album, met Abercrombie, Clint Houston en Jeff Williams, bereikte een soort cultstatus en kreeg een vijfsterrenrecensie in het tijdschrift DownBeat.
Copland schreef echter steeds meer muziek met complexere akkoorden die hem een benadering van muziek suggereerden die heel anders was dan zijn akoestische en elektronische saxofoonwerk. Hij kreeg het gevoel dat de saxofoon als instrument niet geschikt was om zijn muzikale verbeelding volledig uit te drukken. In 1973 besloot hij over te stappen op piano.
Voor het volgende decennium werkte Copland in relatieve onbekendheid in Washington D.C. en Baltimore, terwijl hij zijn nieuwe instrument onder de knie had. Gedurende deze periode volgde hij een soort leertijd, waarbij hij speelde met bekende muzikanten die door het gebied trokken en die hem als begeleider vroegen. Hij werkte de ene week na de andere met verschillende muzikanten en werkte samen met artiesten als Randy Brecker, Bob Berg, Hank Crawford, Art Farmer, Curtis Fuller, Tom Harrell, Eddie Harris, Harold Land en Blue Mitchell, Dave Liebman, Bob Mintzer, Gary Peacock en Sonny Stitt. Gedurende deze tijd leidde hij ook zijn eigen bands in lokale clubs en speelde hij met veel van de muzikanten, die in het gebied woonden en werkten. Een van hen, bassist Drew Gress, verhuisde later naar New York en werd in de loop der jaren een van de belangrijkste muzikale medewerkers van Copland.
Begin jaren 1980 keerde Copland terug naar New York. Een tijdlang keerde hij wekelijks terug naar Washington om privé-les te geven en een vaste trio-betrokkenheid, maar na een paar jaar liepen deze regelmatige bezoeken af ten gunste van uitgebreider werk in New York. Tijdens deze periode werkte hij samen met Bob Belden, Jane Ira Bloom, Joe Lovano, Herbie Mann, James Moody (met wie hij drie jaar toerde), John Scofield, Jim Snidero en Dave Stryker. Als drukke sideman begon hij met zijn eigen bands in lokale clubs te verschijnen, maar bleef als leader niet geregistreerd. Op basis van een tip dat het Japanse label Jazz City op zoek was naar tien Amerikaanse pianisten, stuurde Copland een auditieband naar gitarist/producent Yoshiaki Masuo. Na het beluisteren riep de producent Copland op om te weigeren en zei dat het label al een akkoord had bereikt met tien pianisten. Een paar weken later belde Masuo terug om te zeggen dat een pianist was uitgevallen en bood Copland zijn eerste platencontract aan. My Foolish Heart, Coplands debuutschijf als leader, werd opgenomen in The Studio in SoHo. Zijn trio- en kwartetoptredens kwamen vaker voor en naarmate het nieuws van zijn trio zich verspreidde, begon hij regelmatig op verschillende locaties in de Verenigde Staten te spelen, eerst met Peacock en drummer Bill Stewart, en later, toen Stewart niet langer bij het originele trio was, met Billy Hart.
In de jaren 1990 nam Copland, op aanbeveling van Peter Erskine en John Abercrombie, opnamen op met Vince Mendoza, waarbij hij kennis maakte met de Japanse producent Takao Ogawa. Een paar jaar later kwamen Ogawa en Copland elkaar tegen in een studio in New York en spraken af om elkaar te ontmoeten om opnamemogelijkheden te bespreken. Ogawa organiseerde en produceerde vervolgens Stompin' with Savoy (Savoy Records), met een allstar kwintet met onder meer Randy Brecker en Bob Berg uit Philadelphia. Vanwege de beperkte distributie in de Verenigde Staten van zijn vorige cd's, werd deze publicatie feitelijk het Amerikaanse debuut van Copland. Het oogstte veel lof in de Amerikaanse pers, die zijn unieke manier van herinterpreteren van het standaardrepertoire aanhaalde, een benadering die later in het decennium op grote schaal werd gekopieerd door jongere muzikanten. De publicatie leidde tot drie jaar toeren met het kwintet in grote clubs in het hele land. Savoy nam drie andere albums op, evenals een vierde cd die nooit is uitgebracht.
De jazzcatalogus van Savoye was eind jaren 1990 grotendeels inactief en een paar jaar lang werd Copland niet opgenomen. Maar halverwege de jaren 1990 begon Copland met zijn eigen bands door Europa te toeren, eerst in duo met John Abercrombie en later in trio's en kwartetten. Als gevolg hiervan toonden verschillende Europese labels aan het begin van het millennium interesse en begonnen ze zijn werk te documenteren. Deze opnamen verstevigden zijn positie als leidende en originele stem op zijn instrument in verschillende contexten, elke schijf werd enthousiast begroet door de pers. Zijn werk van 2000 tot 2006 kan worden onderverdeeld in solo pianowerk, duo's, trio's en kwartetten.
In 2001 hoorde de Franse producent Philippe Ghielmetti Copland met zijn trio in Parijs en nodigde hem uit om zijn debuut solo piano album op te nemen. Het album bevatte bijna alle originelen van Copland. Drie jaar later volgde de Zwitserse producent Werner Uehlinger. In Poetic Motion zijn overal verwijzingen naar Bill Zavatsky's gedicht met dezelfde titel. In Time Within Time schreef Copland zijn eigen couplet, dat hielp het thema 'tijd' te verenigen dat aanwezig is in de cd-titel, de omslagfoto en de muzikale titels en inhoud.
Jarenlang was het duo in de jazz een zelden gezien ensemble. Copland concentreerde zich op dit enigszins verwaarloosde formaat in veel van zijn opnamen tussen 2000 en 2005. Zijn partners bij de verschillende projecten speelden diverse instrumenten, waaronder altsax, sopraan en tenorsax, gitaar, bas en trompet. Een laatste duo-publicatie uit deze periode bevatte Copland in duetten met een andere pianist met een harmonisch geavanceerde inslag, de Amerikaan Bill Carrothers.
Misschien wel het album dat het meest verantwoordelijk was voor het openen van de deur naar een bredere publieke acceptatie voor Copland tijdens het nieuwe millennium, was zijn terugkeer naar het trio-formaat met zijn vaste werkende band uit die periode, met Drew Gress op bas en Jochen Rueckert op drums. Het album was een toepassing op de lyrische neiging van de pianist om ballades te interpreteren, een songvorm die zich van nature leent voor zijn stijl. Het trio ontwikkelde het rapport dat op het album te zien is door een aantal jaren van gestage optredens in New York en door de Verenigde Staten en Europese tournees. Een ander trio met Kenny Wheeler en John Abercrombie, was een ontmoeting van drie individualistische instrumentalisten en componisten. Dit laatste trio nam twee keer op en toerde ook regelmatig door Europa.
In de jaren 1990 schreef en arrangeerde Copland uitgebreid voor zijn kwintet en kwartet. Hij keerde in de jaren 2000 met vier cd's terug naar dit formaat.
In deze periode nam Copland exclusief op voor Pirouet Records. Zijn output in deze periode omvatte voornamelijk trio's, maar ook duo's, kwartetten en een kwintetalbum. Some Love Songs herinnert aan zijn eerdere balladeschijf Haunted Heart, met hetzelfde trio van Gress en Rueckert. Beginnend met Modinha begon de pianist aan de driedelige NY Trio Series, later keerde hij terug naar het trio van Gress en Rueckert voor Some More Love Songs.

## Discografie

### Als leader en solo opnamen
- 1988: My Foolish Heart (Jazz City)
- 1992: At Night (Sunnyside)
- 1992: Two Way Street met Dieter Ilg (Jazzline)
- 1995: Stompin' with Savoy (Savoy)
- 1996: Second Look (Savoy)
- 1997: Paradiso (Soul Note)
- 1998: Softly (Savoy)
- 2000: Between the Lines met Tim Hagans (SteepleChase)
- 2001: Double Play met Vic Juris (Steeplechase)
- 2001: That's for Sure met John Abercrombie, Kenny Wheeler (Challenge)
- 2001: Poetic Motion (Sketch)
- 2001: Haunted Heart and Other Ballads (Hathut)
- 2002: Bookends met Dave Liebman (Hathut)
- 2002: Lunar met Dave Liebman (Hathut)
- 2002: Songs without End met Ralph Towner
- 2002: Round and Round met Greg Osby (Nagel-Heyer)
- 2003: Night Call met Greg Osby (Nagel-Heyer)
- 2003: Marc Copland and... (Hatology)
- 2004: What It Says met Gary Peacock (Sketch)
- 2004: Both/And met Randy Brecker (Nagel-Heyer)
- 2004: Brand New met John Abercrombie, Kenny Wheeler (Challenge)
- 2005: Some Love Songs (Pirouet)
- 2005: Time within Time (Hatology)
- 2006: New York Trio Recordings, Vol. 1: Modinha (Pirouet)
- 2006: No Choice met Bill Carrothers
- 2007: New York Trio Recordings, Vol. 2: Voices (Pirouet)
- 2008: Another Place (Pirouet)
- 2009: New York Trio Recordings, Vol. 3: Night Whispers (Pirouet)
- 2009: Insight met Gary Peacock (Pirouet)
- 2009: Alone (Pirouet)
- 2011: Crosstalk (Pirouet)
- 2011: Speak to Me met John Abercrombie (Pirouet)
- 2012: Some More Love Songs (Pirouet)
- 2015: Le Long de La Plage met Michel Butor (Harmonia Mundi)
- 2015: Zenith
- 2017: More Essentials Daniel Schlappi (Catwalk)
- 2017: When the Birds Leave met Robin Verheyen, Drew Gress, Billy Hart (Universal)
- 2017: Better by Far met Ralph Alessi, Drew Gress, Joey Baron (InnerVoice Jazz)[2]
- 2018: Gary

### Als sideman
Met John Abercrombie
- 2013: 39 Steps (ECM)
- 2017: Up and Coming (ECM)

Met Bob Belden
- 1991: Straight to My Heart
- 1990: Treasure Island
- 1996: Shades of Blue
- 2001: Black Dahlia
- 2006: Three Days of Rain

Met Ethel Ennis
- 1994: Ethel Ennis
- 1998: If Women Ruled the World

Met Tim Hagans
- 1993: No Words
- 2006: Beautiful Lily
- 2008: Alone Together

Met Steve LaSpina
- 1992: New Horizon
- 1994: Eclipse
- 1995: When I'm Alone

Met Ron McClure
- 1996: Concrete Canyon
- 1997: Closer to Your Tears
- 1999: Double Triangle

Met Gary Peacock Trio
- 2015: Now This
- 2017: Tangents

Met Dave Stryker
- 1994: Strike Zone
- 2000: Shades of Miles

Met Stan Sulzmann
- 1992: Never at All
- 2004: The Jigsaw

Met anderen
- 1991: Urban Tales, Jim Snidero
- 1994: What's Goin' On Dieter Ilg
- 1993: Amethyst, Billy Hart (Arabesque)
- 1993: Penumbra, Ahmad Mansour
- 1995: Third Ear, Rez Abbasi
- 1996: Under the Influence, Kim Pensyl
- 1997: The Gift, Gordon Brisker
- 1997: Blue Porpoise Avenue, Glenn Wilson
- 2001: B-A-C-H: A Chromatic Universe, Peter Herbert
- 2002: Samba Jazz Fantasia, Duduka da Fonseca
- 2005: Beginning, Eumir Deodato
- 2012: El Gaucho, Jeanfrançois Prins[3]